# Obispo (album)
Pour les articles homonymes, voir Obispo.
Albums de Pascal Obispo
Billet de femme (Le concert symphonique)
(2016) France
(2021)
Singles
1. Chante la rue chante
Sortie : juin 2018
2. Rien ne dure
Sortie : octobre 2018

Obispo est le dixième album studio du chanteur français Pascal Obispo sorti le 12 octobre 2018.

## Genèse
Avec Obispo, Pascal Obispo tourne la page de sa précédente maison de disque Sony Music après 27 ans pour signer avec Mercury Records d'Universal Music France,. Pour cet album, Pascal Obispo souhaite retourner vers son « ADN musical », le rock. Cependant, il se sent « pris dans le système. Les maisons de disques me demandaient de multiplier les pains. J'ai eu une vie agréable, mais j'ai voulu m'en libérer. J'en avais marre qu'on me dise : 'Tu ne peux pas reprendre du Radiohead, ton public ne comprend pas.' Comme si j'avais trahi la cause, retourné ma veste, alors que j'aurais rêvé d'avoir un groupe à la Téléphone, Marquis de Sade ou Marc Seberg. J'ai changé de maison de disques pour faire vivre cette nouvelle énergie. La source ne s'est pas tarie. Bien au contraire. J'ai toujours l'âme d'un garçon de 16 ans ».

## Composition et thématiques
Habitué à composer, pour la première fois Obispo écrit une partie des textes de l'album et joue de la basse,. Il confie néanmoins l'écriture de deux textes (dont le premier single "Chante, la rue, chante") à Pierre-Yves Lebert. Le travail sur l'album dure près de 3 ans. Pour l'album, près de 80 chansons ont été écrites. Sur l'album, Benjamin Biolay a écrit sept titres,. Au départ, Biolay ne devait produire que quelques titres mais comme la relation avec Obispo s'est bien passé la collaboration a duré plus longtemps. Des chansons écrites par Obispo, Biolay ne garde que la voix et le piano, et à partir de là, il ajoute le reste de la musique.
Obispo a souhaité rendre hommage à plusieurs artistes dans son album : à Amy Winehouse dans Amy, une chanson sur la célébrité et le fait que lorsque l'« on n'est pas préparé, on peut sombrer » ; puis à Alain Souchon et Laurent Voulzy sur Les chansons de Voulzy et Souchon ; aux The Beatles dont John Lennon et Paul McCartney avec A Forthlin Road,,.
La chanson D'accord est extraite d'un projet inachevé que Pascal Obispo avait commencé douze ans auparavant avec Isabelle Adjani et Youssou N'Dour. Obispo a demandé s'il pouvait utiliser une chanson du projet à Adjani ; c'est elle qui a choisi D'accord.
Avec On n'est pas seul sur terre, Pascal Obispo évoque un accident de la route dont il a été témoins sur la route qui relie le cap Ferret à Bordeaux en 2008,. Il voit une « mobylette se faire exploser par une voiture. Je me suis approché, c'était catastrophique », explique-t-il dans Le Parisien. Après avoir revu la victime de l'accident l'année d'après, il raconte l'état d'esprit et le retour du goût à la vie d'une personne amputé d'un bras et d'une jambe,.
Dans Universelle solitude, Obispo critique les réseaux sociaux. Chante la rue chante évoque la dictature et la capacité des peuples à se révolter et de ne pas oublier la liberté.

## Accueil critique
Pour Éric Bureau du Parisien, « le Bordelais opère un nouveau virage à 180 degrés. Il prend la plume pour la première fois, reprend la basse et retourne à ses sources d'enfant du rock ». Le journaliste décrit Pascal Obispo comme quelqu'un dans qui a la « cinquantaine créative », une créativité qui permet qu'« Obispo séduit avec des sonorités inattendue ». La participation de Benjamin Biolay permet pour Bureau d'« [apporter] une élégance et une noirceur à la Gainsbourg. Comme dans On n'a rien fait de mieux, un hymne à l'amour et un des sommets de l'album » qui se révèle être un « journal de bord d'un homme apaisé, libéré, débarrassé du superflu ».
Next de Libération note que l'album est « fort digne ». Et apprécie particulièrement la chanson Je rentre, désignée comme « la surprise de la semaine » et décrite comme une « ode nostalgique, nerveuse, et au final touchante » sur laquelle est invité Philippe Pascal chanteur des Marquis de Sade.

## Pistes
| No  | Titre                                             | Durée |
| --- | ------------------------------------------------- | ----- |
| 1.  | Et bleu... (feat. Julie Obispo)                   | 4:29  |
| 2.  | Rien ne dure                                      | 3:58  |
| 3.  | A Forthlin Road (feat. Calogero)                  | 4:25  |
| 4.  | Chante la rue chante                              | 4:25  |
| 5.  | Les Chansons de Voulzy et Souchon                 | 4:21  |
| 6.  | On n'a rien fait de mieux                         | 4:04  |
| 7.  | D'accord (feat. Youssou N'Dour & Isabelle Adjani) | 4:28  |
| 8.  | Je rentre (feat. Philippe Pascal)                 | 4:41  |
| 9.  | Allons en fan                                     | 4:12  |
| 10. | Poète maudit (feat. Christophe)                   | 5:44  |
| 11. | Universelle Solitude                              | 4:11  |
| 12. | Amy                                               | 3:59  |
| 13. | Toxicomanes (feat. Benjamin Biolay)               | 3:42  |
| 14. | On n'est pas seul sur la terre                    | 4:59  |
| 15. | Vincent pleure                                    | 4:32  |
| 16. | La Société de consolation                         | 4:16  |
| 17. | L'Eclaircie                                       | 4:19  |
| 18. | Saudade                                           | 3:56  |

## Classement
| Classement (2018)            | Meilleur classement |
| ---------------------------- | ------------------- |
| Belgique (Flandre Ultratop)  | 87                  |
| Belgique (Wallonie Ultratop) | 2                   |
| France (SNEP Megafusion)     | 3                   |
| Suisse (Schweizer Hitparade) | 10                  |